# Valur
Knattspyrnufélagið Valur (bliver også kaldt for Valur Reykjavik) er en islandsk sportsklub, baseret i Reykjavík, Island. Klubben spiller sine hjemmekampe på Hlíðarendi. Klubben blev oprindelig etableret som en del af YMCA for at spille fodbold, men fik senere også andre sportsgrene som håndbold og basketball. Klubben har vundet flere mesterskaber og cuptitler båbe for mænd og kvinder i de tre største lokale boldsportsgrene: fodbold, håndbold og basketball. Valurs håndboldafdeling nåede til EHF Champions League finalen i 1980. Håndboldholdet har vundet den islandske liga 22 gange, mere end noget andet hold fra N1 deildin.

## Trænere
| - Guðmundur H. Pétursson (1930) - Reidar Sörensen (1933–35) - Murdo MacDougall (1935–37) - Murdo MacDougall & Robert Jack (1937–38) - Murdo MacDougall (1938) - Joe Devine (1939), (1948) - Hermann Hermannsson (1955) - Óli B. Jónsson (1967–31. dec 1968) - Yuri Illichev (1. juli 1973 – 30. juni 1974), (1. juli 1976 – 30. juni 1978) - Gyula Nemes (1978–79) - Volker Hofferbert (1980) - Klaus-Jürgen Hilpert (1982) - Claus Peter (1982–83) - Ian Ross (Jan 1, 1984 – 31. dec. 1987) - Hörður Helgason (1. jan. 1988 – 1. aug. 1989) | - Guðmundur Þorbjörnsson (1989) - Ingi Björn Albertsson (1990–91) - Kristinn Björnsson (1992–93) - Sigurður Dagsson (1996) - Sigurður Grétarsson (1996) - Kristinn Björnsson (1997–99) - Ejub Purišević (2000–01) - Þorlákur Árnason (2002–03) - Njáll Eiðsson (2004) - Willum Þór Þórsson (1. aug. 2005 – juli 2009) - Atli Eðvaldsson (4. juli 2009 – sept 2009) - Gunnlaugur Jónsson (Okt 2009 – 31. dec. 2010) - Kristján Guðmundsson (1. jan. 2011 – 31. dec. 2012) - Magnús Gylfason (1. jan. 2013– 31. okt. 2014) - Ólafur Jóhannesson (31. okt. 2014–?) |